# Рибовилле (округ)
Рибовилле (фр. Ribeauvillé) — упразднённый в 2015 году округ (фр. Arrondissement) во Франции, один из округов в регионе Эльзас. Департамент округа — Рейн Верхний. Супрефектура — Рибовилле.
Население округа на 2006 год составляло 50 905 человек. Плотность населения составляет 110 чел./км². Площадь округа составляла всего 462 км². В 2015 году был объединён с округом Кольмар в новый округ Кольмар-Рибовилле.

## Кантоны округа
- Кайзерсберг
- Лапутруа
- Рибовилле
- Сент-Мари-о-Мин

## Коммуны округа
- Аммершвир
- Бебленхайм
- Беннвир
- Бергхайм
- Гемар
- Зелленберг
- Иляэзерн
- Ингерсхайм
- Кайзерсберг
- Каценталь
- Кьенцхейм
- Лабарош
- Лапутруа
- Ле-Бономм
- Льевр
- Миттельвир
- Нидерморшвир
- Обюр
- Орбе
- Остайм
- Рибовилле
- Риквир
- Родерн
- Ромбак-ле-Фран
- Роршвир
- Сент-Ипполит
- Сент-Круа-о-Мин
- Сент-Мари-о-Мин
- Сигольсайм
- Танненкирш
- Фрелан
- Юнавир